# Gilbert Comte
Gilbert Comte, né le 29 novembre 1932 à Paris, est un journaliste, écrivain et africaniste français.

## Biographie
Il commence par collaborer à Aspects de la France, puis à la France catholique et à La Nation française.
Il sert durant la guerre d'Algérie au titre du contingent. En 1962, arrêté lors des opérations contre l'OAS, bien qu'il en eût dénoncé les actions terroristes, il est interné administrativement durant quatre semaines. Il est amnistié.
Il se lie d'amitié avec Hamani Diori, qu'il rencontre en 1959 à l'occasion du sixième conseil exécutif de la communauté à Saint-Louis et à Dakar.
Spécialiste des questions africaines, il contribue à Jeune Afrique de 1963 à 1968, au Monde de 1966 à 1984. Il travaille comme consultant à TF1 en 1985 et 1986.
Membre du Haut comité pour la défense et l'expansion de la langue française (1984) et de la Haute Autorité de la communication audiovisuelle (1986), expert auprès du Conseil économique et social, membre de la section des relations extérieures (1986), membre du cabinet de ministre de la Défense Jean-Pierre Chevènement puis du cabinet d'Édith Cresson avec le titre de conseiller du premier ministre en juin 1991, il est nommé inspecteur général de l'administration en 1991.
Entre 1995 et 2003, il collabore au Monde diplomatique et au Figaro littéraire.

## Publications
- La Révolution russe par ses témoins (1963)
- L'Enjeu Africain (avec Jean-Pierre Benoit, Yves Berthelot, Gérard Conac - 1984)
- L'Empire triomphant (1988)
- Jacques Chirac ou l'homme en fuite (Dualpha, 2005)

## Sources
- Jean-Louis Gérard, Dictionnaire historique et biographique de la guerre d'Algérie, 2000